# Storia del Regno delle Due Sicilie nel 1848
La storia del Regno delle Due Sicilie nel 1848 comprende i complessi avvenimenti che coinvolsero il regno di Ferdinando II, a partire dalla rivoluzione siciliana, iniziata con la insurrezione di Palermo del 12 gennaio, attraverso la marginale partecipazione alla prima guerra di indipendenza, la concessione e la successiva repressione delle libertà costituzionali, l'invasione della Sicilia e la fallita invasione della Repubblica Romana.

Bandiera del Regno nel 1848

## Rivoluzione e guerra

### Antecedenti preparatori
I moti costituzionali del 1820 nel Regno delle Due Sicilie furono promossi dalla Carboneria, il loro successo iniziale spinse Ferdinando I delle Due Sicilie a concedere il 6 luglio 1820 una costituzione, sul modello della Costituzione spagnola del 1812, che ebbe vita effimera poiché pochi mesi dopo, nel congresso di Lubiana, lo stesso Ferdinando I rinnegò la costituzione da lui giurata, chiese l'intervento delle forze della Santa Alleanza che soffocarono la rivolta.
Nell'estate 1828 aderenti ai Filadelfi tentarono una insurrezione, nel Cilento avente per obiettivo il ripristino della Costituzione del 1820 nel Regno delle Due Sicilie, questa fu repressa nel sangue da Francesco Saverio del Carretto che arrivò a radere a cannonate il paese ribelle di Bosco.
Anche la Calabria fu teatro di moti costituzionali e mazziniani, tra cui l'insurrezione di Cosenza nel 1837 e quella del 1844 che ispirò la spedizione dei Fratelli Bandiera nel 1844, e la rivolta di Reggio Calabria del 1847.

### L'insurrezione di Palermo e la separazione della Sicilia

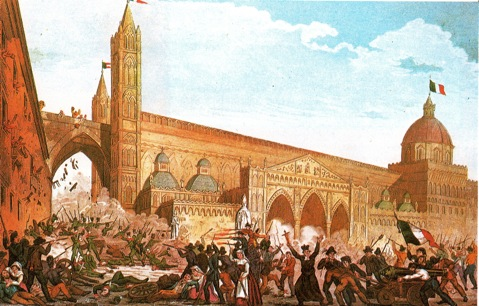
La rivolta a Palermo nel gennaio 1848

L'anno delle rivoluzioni ebbe inizio il 12 gennaio 1848, quando Palermo insorse, per la seconda volta in trent'anni, contro i Borbone di Napoli, sotto la guida di Rosolino Pilo e Giuseppe La Masa. Il tempo d'inizio fu deliberatamente scelto affinché coincidesse con il compleanno di Ferdinando II delle Due Sicilie, essendo egli stesso nato a Palermo nel 1810 durante il periodo di occupazione napoleonica del Regno di Napoli. Il 23 gennaio si riunisce il Comitato Generale, con Vincenzo Fardella di Torrearsa, Ruggero Settimo, Francesco Paolo Perez, Mariano Stabile e Francesco Crispi con la monarchia borbonica che viene dichiarata decaduta.
In breve, le ‘Reali Truppe’ vennero ridotte nella sola cittadella di Messina. I fatti di Palermo provocarono un'analoga insurrezione costituzionale a Napoli, il 27, che costrinse, due giorni dopo, Ferdinando II a concedere nuovamente la Costituzione, promulgata l'11 febbraio. Il 25 marzo fu riaperto dopo circa 30 anni di chiusura, il Parlamento di Sicilia, presieduto da Vincenzo Fardella e venne proclamato il nuovo Regno di Sicilia.

### La prima guerra di indipendenza
In particolare, il 18-23 marzo 1848, con le cinque giornate di Milano, ebbe inizio la prima guerra di indipendenza. Essa ebbe fine il 9 agosto con la firma dell'armistizio di Salasco, che, però, entrambi i contendenti principali (Carlo Alberto e Radetzky) sapevano temporaneo.
La guerra coinvolse, oltre al grande esercito sardo, le più piccole armate toscana e romana, nonostante le resistenze del Pontefice.

## Uscita dal conflitto del Regno delle Due Sicilie

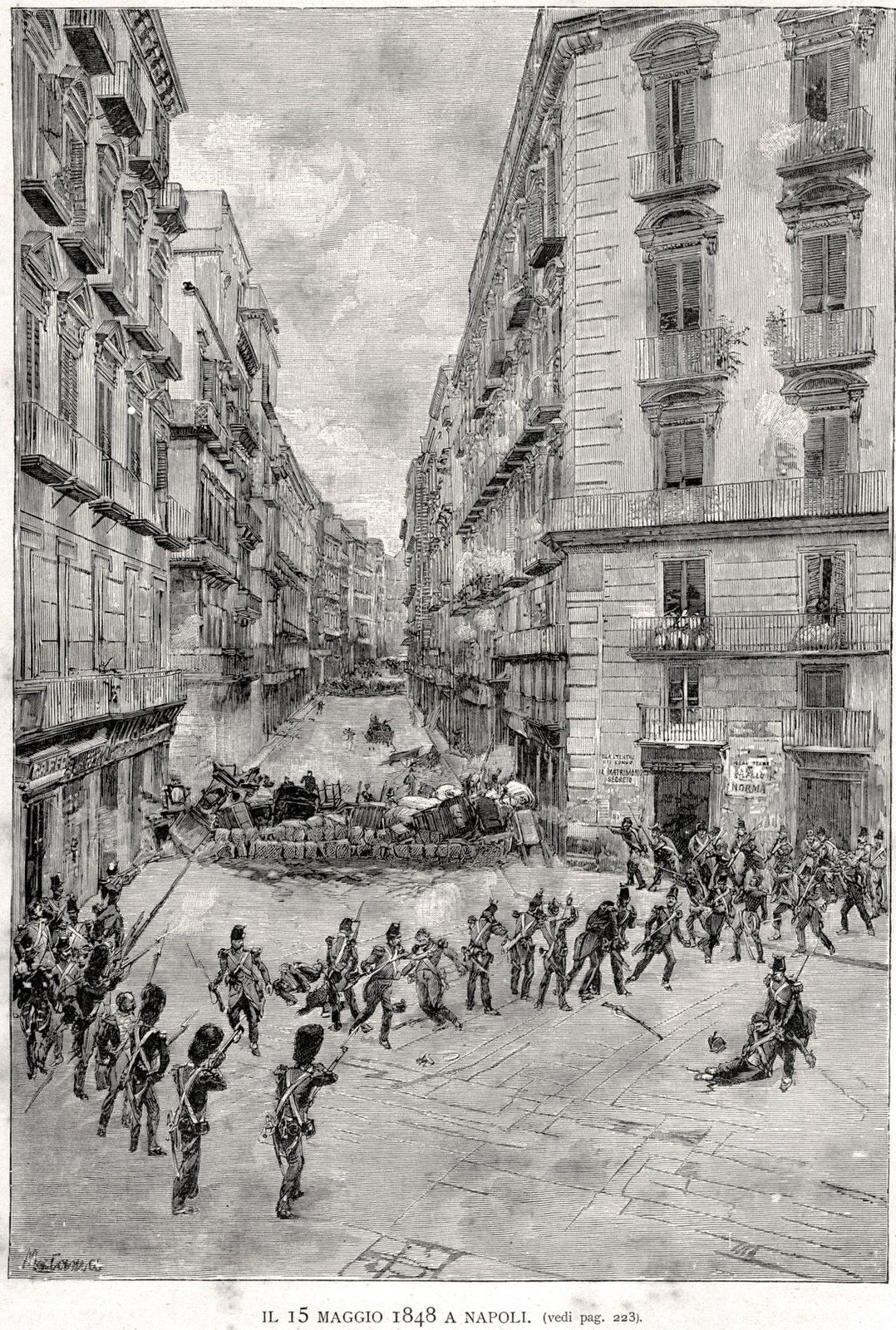
Le barricate in Via Toledo il 15 maggio 1848

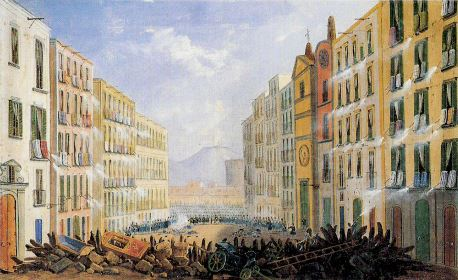
Barricata eretta in via Santa Brigida

### Ilcolpo di Statoa Napoli del 15 maggio
Esse avrebbero dovuto essere raggiunte anche da un notevole corpo di spedizione napoletano (circa 16 000 uomini), che partì effettivamente da Napoli ma, giunto al Po e in procinto di entrare in Veneto, venne raggiunto dall'ordine di Ferdinando II di Borbone di rientrare a Napoli: rifiutarono l'ordine solo il generale Pepe, un vecchio patriota, insieme all'artiglieria e al genio (le ‘armi dotte’) con le quali raggiunse Venezia ove gli venne affidato il comando supremo delle truppe e avrebbe offerto un contributo lungo l'intero corso dell'assedio. Ma non poté, in alcun modo, sostenere il Durando.
Ciò che era accaduto è che il 29 aprile Pio IX, con una famosa allocuzione al concistoro, aveva condannato la guerra. Ciò che diede l'estro a Borbone di cambiare casacca in corsa.
Alla vigilia del 15 maggio, i deputati liberali napoletani più intransigenti, del neoeletto parlamento napoletano, insistettero nella richiesta a re Ferdinando di modificare parte della Costituzione su cui avrebbe dovuto giurare. Nella notte fra il 14 e 15 maggio, mentre i deputati tentavano le ultime negoziazioni col Re, iniziarono a sorgere delle barricate una delle quali fu eretta in via Toledo davanti a Palazzo Cirella, e altre nelle vie laterali.
Gli scontri iniziarono verso le 10, dopo che re Ferdinando fece arrestare i deputati Capitelli e Imbriani inviati in un ultimo tentativo di negoziazione. Pietro Catalano Gonzaga si mise a capo della barricata sorta davanti al Palazzo Cirella e uomini furono posti dal duca Pasquale sul tetto e dietro le finestre dello stesso. Respinto un primo assalto delle truppe regie, le barricate cedettero sotto il fuoco dell'artiglieria e due compagnie di Cacciatori Svizzeri, superate le barricate, sfondarono il portone di Palazzo Cirella e invasero il palazzo trucidando tutti coloro che vennero trovati con le armi in pugno. Vennero catturati il duca Pasquale Catalano Gonzaga, i suoi figli Luigi e Clemente e suo fratello Pietro. Il Palazzo fu saccheggiato: quadri, suppellettili e mobili furono gettati dalle finestre e la biblioteca, assieme all'archivio, bruciata. I prigionieri vennero condotti alla Darsena e rinchiusi a bordo di un Regio Legno della Marina borbonica attrezzato a galera. Evasero con l'aiuto del Generale Florestano Pepe e raggiunsero gli Stati Pontifici.
Lo stesso giorno Ferdinando sciolse il Parlamento e la guardia nazionale, nominò un nuovo governo, proclamò lo stato d'assedio. La feroce repressione causò circa 500 morti. Tra le vittime illustri vi fu Luigi La Vista, giovane scrittore fucilato dai mercenari svizzeri all'età di 22 anni davanti suo padre, il filosofo Angelo Santilli ucciso a baionettate assieme a suo fratello, un amico e una fantesca. 
Alcuni patrioti, tra cui Pietro Mileti riuscirono a fuggire dapprima a Malta e poi rientrarono nel regno in Calabria, formando un comitato di salute pubblica a Cosenza, cercando di organizzare una resistenza armata, ma furono sconfitti a Campotenese e a Castrovillari, Mileti, braccato da un corpo di 200 cacciatori, cercò riparo nella Valle del Savuto e fu ucciso, il suo cadavere fu decapitato e la testa esposta in pubblico a Cosenza «per ispirarvi terrore».
Un efferato episodio avvenne in Via Santa Brigida, al Civico n° 6, quando nell'abitazione del Duca e Marchese di Montorio al Vomano Francesco Maria Fabrizio Loreto Vincenzo Gaetano Pascale Giuseppe Vasaturo (* Napoli, 23.03.1798; † Napoli, 01.06.1861) e di sua moglie Francesca Paola Gennara Giuseppa Raffaela Spiriti (* Napoli, 22.06.1803; † Napoli, 01.04.1871), la loro figlia Maria Costanza Caterina Aurora Lupa Vasaturo, di 12 anni (* Napoli, 08.09.1835; † Napoli, 15.05.1848) nell'attraversare un'anticamera fu barbaramente trucidata con 5 baionettate, sventrandola, da fucilieri del 3º Reggimento della Guardia Svizzera "Dufour" (con reclutamento nei Cantoni du Valais, di Schwyz e dei Graubünden, e di stanza nella Piazzaforte di 1ª Classe di Capua), che avevano invaso il Palazzo Vasaturo, per far vendetta di un colpo di fucile, che dicevano esser stato tirato da una finastra di detto Palazzo.

### Conseguenze del voltafaccia di Ferdinando II
L'improvviso voltafaccia, in ogni caso, decise le sorti della guerra (come afferma, ad esempio, il Pieri), in quanto lasciò solo l'esercito romano del Durando, che non poté impedire il congiungimento di un corpo d'armata austriaco comandato dal Nugent, con il grosso del Radetzky a Verona; e che venne assalito due volte a Vicenza. La prima volta respinse il Nugent nelle cinque giornate di Vicenza, ma la seconda nulla poté contro buona parte dell'esercito austriaco che lo assalì nella battaglia di Monte Berico del 10 giugno 1848. Conseguenza ne fu la caduta delle città liberate del Veneto, con l'eccezione della città-fortezza di Venezia e l'uscita dal conflitto dell'esercito del Durando.

### Ragioni del voltafaccia
Ferdinando II, quindi, aveva ottenuto il risultato di allineare la propria politica estera alla potenza sua tradizionale alleata, l'Impero austriaco. In fondo, la politica reazionaria di quest'ultima meglio soddisfaceva la cultura assolutistica del monarca. D'altronde Vienna aveva, in appena trentatré anni, compiuto già due spedizioni militari per reinsediare i Borbone sul trono di Napoli: nel 1815 l'austriaco Federico Bianchi (di padre comasco) sconfisse Gioacchino Murat nella battaglia di Tolentino e ancora nel 1821 l'austriaco Johann Maria Philipp Frimont sconfisse il generale Guglielmo Pepe nella battaglia di Rieti-Antrodoco. Due invasioni militari che avevano comportato la sconfitta di due eserciti interamente napoletani.
A ciò si aggiunga una congenita avversione alle ambizioni delle altre case regnanti italiane. Una eventuale riduzione del Lombardo-Veneto avrebbe, inevitabilmente, comportato un ingrandimento del Regno di Sardegna di Carlo Alberto. Il quale già agiva, con il consenso della popolazione, per l'annessione del piccolo Ducato di Parma (retto da una dinastia borbonica). E, il 12 maggio, era stato annunciato il plebiscito per votare l'unione della Lombardia al Regno di Sardegna (si sarebbe concluso, trionfalmente, l'8 giugno).

### La proclamazione del Regno di Sicilia
Dopo gli eventi palermitani del gennaio 1848, in Sicilia era stata ripristinata la Costituzione siciliana del 1812 che includeva i principi della democrazia rappresentativa e della centralità del Parlamento siciliano. Fu costituito un governo guidato da Ruggero Settimo, già ammiraglio della flotta borbonica e leader dei moti del 1820-21.
Il governo rivoluzionario aveva resuscitato l'antico Regno di Sicilia (proclamato nel luglio 1848) e inviato una delegazione a Torino per offrire la Corona a un Principe sabaudo. I tentativi però di eleggere nuovo re di Sicilia Ferdinando Alberto Amedeo di Savoia non riuscirono per il suo rifiuto in quanto impegnato nella prima guerra d'indipendenza. 
Ma forse la circostanza che più soddisfaceva re Ferdinando era potersi dedicare, finalmente, alla repressione della rivoluzione siciliana.

### Secondo tentativo costituzionale
A tal fine, egli tentò la via costituzionale e, il 14 giugno, a un mese di distanza dalla controrivoluzione del 15 maggio, abrogò lo stato d'assedio, e celebrò, il giorno dopo nuove elezioni generali.
I risultati furono, tuttavia, assai diversi dalle attese: quasi tutti i deputati del disciolto parlamento, a maggioranza favorevole alla guerra all'Austria, vennero rieletti.
Subito alla inaugurazione, il 10 luglio, si manifestò un'insopprimibile divergenza riguardo alle priorità della politica nazionale: egli desiderava unicamente reprimere l'insurrezione siciliana, il Parlamento rispondeva che: "La nostra politica di rigenerazione non può essere perfetta senza l'indipendenza e la ricostituzione dell'intera nazionalità italiana".

## La riconquista della Sicilia
Nel giugno 1848 il comandante della flotta siciliana Salvatore Castiglia riuscì a portare a Paola in Calabria la spedizione del colonnello Ignazio Ribotti imbarcata su due piroscafi, eludendo con un abilissimo stratagemma la vigilanza di due fregate borboniche. Il tentativo di far insorgere anche altre regioni però non riuscì.

### Sbarco in Sicilia
Accadde così che Ferdinando avviasse la riconquista dell'isola, inviando il tenente generale Filangieri, con 14 000 uomini, numerose artiglierie e la flotta su Messina, ove le truppe regie del Pronio tenevano ancora la cittadella, ben munita di artiglierie puntate sulla città. La spedizione partì da Reggio il 3 settembre, sbarcò e, il 6 settembre, cominciò l'assalto comandato dai generali Lanza e Nunziante.

### Assedio e sacco di Messina
Messina venne duramente bombardata per tre giorni e poi presa il 7 settembre 1848, dopo che vennero aperte delle breccia nelle mura. La piazzaforte borbonica della Real cittadella non si era arresa e una volta presa la città, le truppe vincitrici si resero responsabili di violente stragi e feroci saccheggi. Ciò che guadagnò a Ferdinando II l'intramontato soprannome di "re bomba" e le proteste di Francia e Regno Unito.
Seguì l'occupazione della fortezza di Milazzo, il 9 e poi, l'11, una tregua imposta dal Regno Unito (che aveva forti interessi nell'isola), rappresentata dalla squadra navale dell'ammiraglio Parker e dalla Francia, rappresentata dall'ammiraglio Baudin.

### Terzo e ultimo tentativo costituzionale
Nel frattempo, già il 5 settembre 1848, il sovrano aveva prorogato la riapertura del Parlamento napoletano al 30 novembre. Tale data venne ulteriormente prorogata al 1º febbraio 1849 dopo che le elezioni suppletive del 13 novembre avevano visto incrementare i voti della opposizione liberale.
Appena riaperta, la camera votò un indirizzo ove lamentava la continuata violenza politica contro l'opposizione e rivendicava i propri poteri in merito al finanziamento della guerra in Sicilia: ciò che avrebbe comportato il taglio dei crediti di guerra. Dopo ciò, il 12 marzo 1849, Ferdinando II sciolse una seconda, e ultima, volta le camere.

### Ripresa dell'avanzata nel 1849

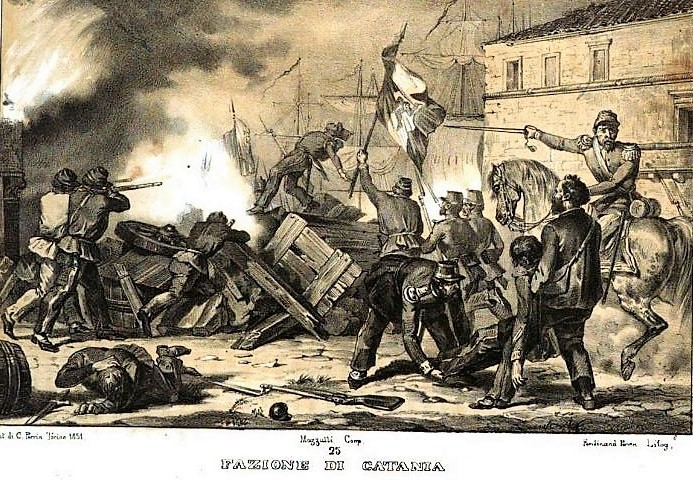
Catania 1849, scontri tra i borbonici e l'esercito nazionale siciliano

Intanto, il 28 febbraio 1849, indirizzò un proclama ai siciliani, promettendo un nuovo statuto per l'isola, che indusse il governo palermitano a dichiarare decaduto l'armistizio, con il successivo 19 marzo: le ostilità ripresero. I circa seimila siciliani del generale polacco Ludwik Mierosławski (1814-1878), poco poterono contro i 13 500 del Filangieri: questi già il 30 riprese l'offensiva e, il 7 aprile, conquistò Catania.

### Resa di Palermo
Nel frattempo, il 14 aprile, il Parlamento siciliano a Palermo accettava le precedenti proposte di Ferdinando II. Salvo che il 26 aprile si presentò dinnanzi a Palermo una squadra navale, con una ingiunzione alla resa e, il 5 maggio, l'avanzata dei napoletani sino a Bagheria. Giunse allora la notizia che il sovrano aveva concesso l'amnistia e, il 14 maggio 1849, Filangieri prese possesso di Palermo.
Filangieri divenne duca di Taormina, e governatore della Sicilia. La costituzione siciliana non venne mai più riproposta, così come accadde alla costituzione napoletana del 1848.

### Esilio dei capi della rivoluzione siciliana
I 43 esclusi dal provvedimento si imbarcarono per Genova. Si trattava, naturalmente, del meglio della intellighenzia siciliana: negli anni successivi molti di essi (La Masa, La Farina, Crispi, Amari, Cordova, Fardella di Torrearsa) condivisero la causa risorgimentale e, undici anni più tardi, parteciparono alla spedizione dei Mille.

## La tentata invasione del Lazio
Nel frattempo, mentre Ferdinando II resisteva opponendosi all'opinione pubblica e al parlamento, maggioritariamente liberali e favorevoli alla guerra all'Austria, Pio IX fuggì da Roma rifugiandosi il 25 novembre 1848 nella fortezza napoletana di Gaeta. Lo raggiunse, di lì a poco, il Granduca, fuggito da Firenze il 30 gennaio 1849, per salpare, il 21 anch'egli per Gaeta.
Qui giunti, i due sovrani accettarono le offerte di aiuto dell'Impero austriaco del giovane Francesco Giuseppe, del Regno di Spagna e della Seconda Repubblica francese del neoeletto presidente Luigi Napoleone (il futuro imperatore Napoleone III).
Nulla, tuttavia, accadde, finché la sconfitta di Carlo Alberto a Novara il 22-23 marzo 1849 decise, definitivamente, della supremazia in Lombardia e costrinse il nuovo sovrano sardo, Vittorio Emanuele II, a concentrarsi sulla caotica situazione politica interna. A quel punto, nessuno poteva più opporsi alle ingerenze estere in Italia centrale.

### Proclamazione della Repubblica Romana
Il primo a muovere fu Luigi Napoleone, che il 24 aprile fece sbarcare a Civitavecchia un corpo di spedizione francese, guidato dal generale Oudinot. Questi tentò l'assalto a Roma il 30 aprile, ma venne malamente sconfitto. Ripiegò a Civitavecchia e chiese rinforzi.
Si presentò, quindi, a Ferdinando II un'occasione propizia per riaffermare il proprio prestigio militare e ritagliarsi un inedito ruolo di "secondo gendarme d'Italia", di conserva al grande alleato austriaco. La repressione delle due opposizioni (la Sicilia e il parlamento napoletano) stava, inoltre, perfezionandosi e si poteva tentare l'avventura.
Venne costituito un considerevole corpo di spedizione, forte di 8”500 uomini, con cinquantadue cannoni e cavalleria, cui venne messo a capo il generale Winspeare.
Questi venne, tuttavia, sconfitto da Garibaldi a Palestrina, il 9 maggio e ripiegò verso Capua e Gaeta.
Contemporaneamente Radetzky fu libero di staccare, dal Lombardo-Veneto due considerevoli corpi di spedizione, inviati in Toscana da una parte, su Bologna e Ancona dall'altra.

### I francesi assediano Roma
La partita romana venne, infine, decisa da un secondo corpo di spedizione francese, forte complessivamente di oltre 30 000 soldati e un possente parco d'assedio, agli ordini dell'Oudinot.
Esso assalì Roma all'alba del 3 giugno. La resistenza garibaldina si protrasse sino al 1º luglio, quando fu stipulata una tregua. Il 2 l'Assemblea Costituente della Repubblica Romana approvò la resa della città.
Pio IX rientrò a Roma solo il successivo 25 novembre, dopo che era stata compiuta una significativa opera di repressione della sconfitta opposizione liberale.

## Il Regno delle Due Sicilie dopo il 1849
In definitiva, Ferdinando II ottenne il risultato di riportare l'assetto politico del Regno allo status quo ante. Il Regno appiattì la propria politica estera sulla alleanza di fatto con l'Austria di Francesco Giuseppe.
Con un decreto del re del 15 dicembre 1849 venne imposto alla Sicilia un debito pubblico di 20 milioni di ducati. La dura repressione produsse una frattura irrimediabile con la classe dirigente e nobiliare siciliana, che non attendeva altro che una nuova occasione di riscatto. 
Le sorti della dinastia borbonica si separarono, per sempre, dalla causa nazionale italiana. Si ponevano, in pratica, tutte le condizioni che avrebbero prodotto, 11-12 anni più tardi, al collasso del Regno sotto l'urto di Garibaldi e della sua spedizione dei Mille.